# Ferrozement
Ferrozement ist ein spezieller Stahlbeton, der für dünnwandige Flächentragwerke, insbesondere Betonschiffe oder Tanks verwendet wird. Als Bewehrung dient ein engmaschiges Drahtgeflecht verbunden mit Bewehrungseisen, so dass sich ein hoher Bewehrungsgrad ergibt. Es kann leicht gekrümmt werden für diverse Leichtbaukonstruktionen. In den Anfangszeiten des Stahlbetons im 19. Jahrhundert wurde es viel verwendet und daraus zum Beispiel Blumenkübel hergestellt.
Ferrozement wird eher selten verwendet, war aber zentraler Bestandteil der Dachkonstruktion im Stavros Niarchos Foundation Cultural Center in Athen (SNFCC, Bau 2011 bis 2017, Architekt Renzo Piano, Entwurf des Dachs Expedition Engineering) mit einem Flachdach von 100 mal 100 Metern. Der Künstler Friedensreich Hundertwasser ließ sein Schiff Regentag, nachdem es gesunken war, wieder heben und den Rumpf mit Ferrozement beschichten.